# Laufeia sasakii
Laufeia sasakii là một loài nhện trong họ Salticidae.
Loài này thuộc chi Laufeia. Laufeia sasakii được Ikeda miêu tả năm 1998.